# Passiflora bicuspidata
Passiflora bicuspidata är en passionsblomsväxtart som först beskrevs av Gustav Karl Wilhelm Hermann Karsten, och fick sitt nu gällande namn av Maxwell Tylden Masters. Passiflora bicuspidata ingår i släktet passionsblommor, och familjen passionsblomsväxter. Inga underarter finns listade i Catalogue of Life.